# 오토 왕조

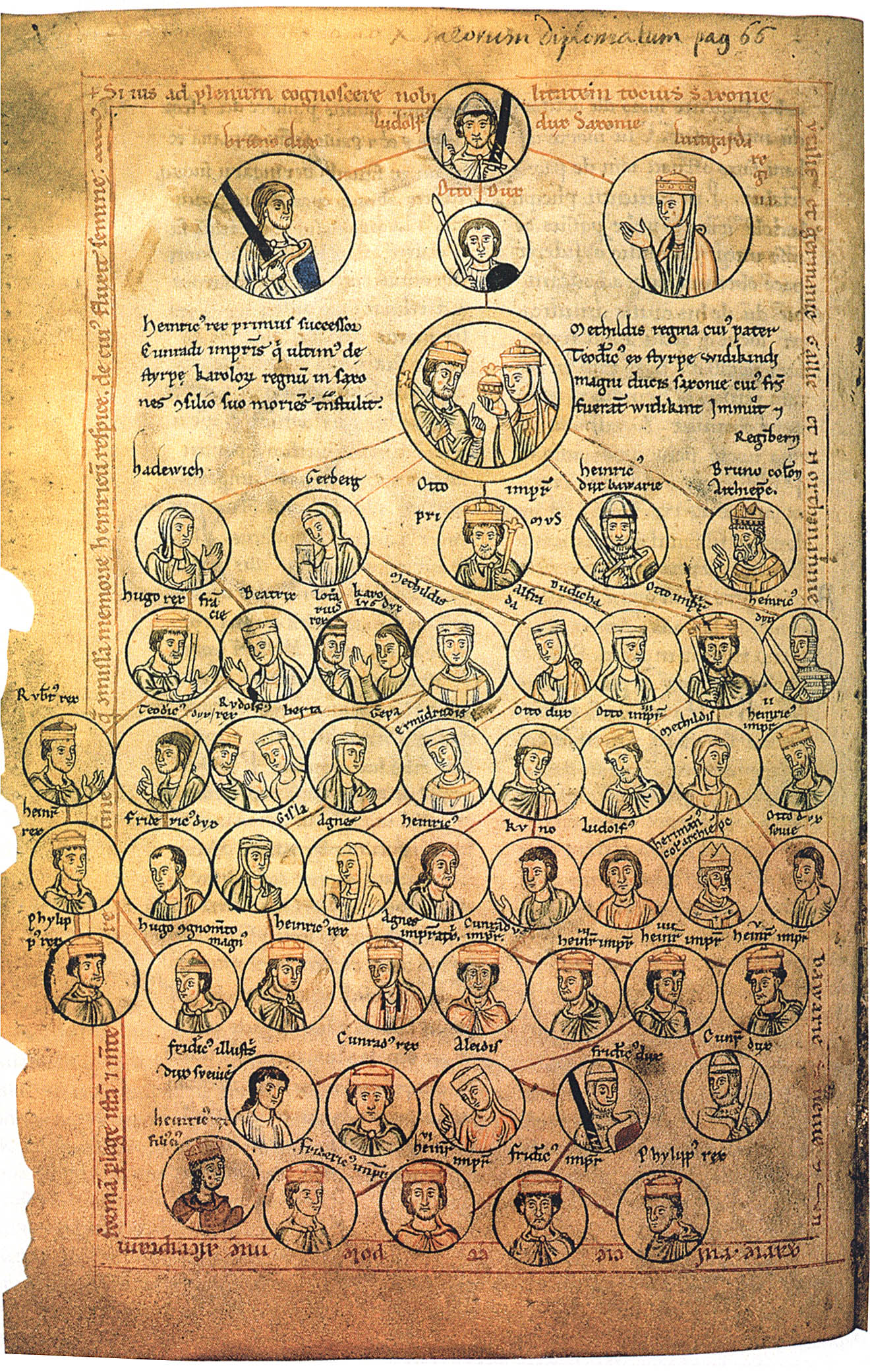
13세기 필사 '크로니카 상크티 판탈레오니스'에 나와 있는 오토 가문의 가계도. 가문의 시조 작센 공작 리우돌프가 맨 위에 있다.

오토 왕조(독일어: Ottonen)는 독일의 군주들(919년–1024년)을 배출해낸 작센족계 가문의 이름이며, 가문 출신 독일 왕 세 명과 가문 최초의 신성 로마 황제인 오토 1세의 이름을 따 명명되었다. 왕가의 옛 독일의 부족공국적 기원을 바탕으로 하여 작센 왕조라고도 알려져 있다. 또한 가끔씩 이 가문 출신으로 알려진 가장 최초의 인물인 리우돌프 백작과 오토 가문에서 사용되는 가장 흔한 이름(given name) 중 하나에서 명명되어 리우돌프 가문(Liudolfing, Liudolfinger)이라고도 한다. 오토 왕가의 통치자들은 카롤링거 왕조가 끝나고 오토 왕조가 시작되기 전 동프랑키아를 다스리던 유일한 독일 왕인 콘라트 1세의 후손들이다.
오토 가문 출신자들은 동시대 서유럽 내 정치 상황을 만들어낸 중요 군사적 성공과 관련되어 있다: "10세기부터 13세기 중엽까지 유럽 내 우위를 차지하던 왕국으로서 독일 성립을 가능케 한 것은 자신들이 물려받은 원료를 가공할 만한 군사 기계로 녹여낸 오토 가문원들의 군사적 성공에 있었다." 이들은 또한 오토 르네상스라고 알려진 두드러진 문화 운동 (특히 새로운 문학 양식)과 관련이 있기도 하다.

## 기원

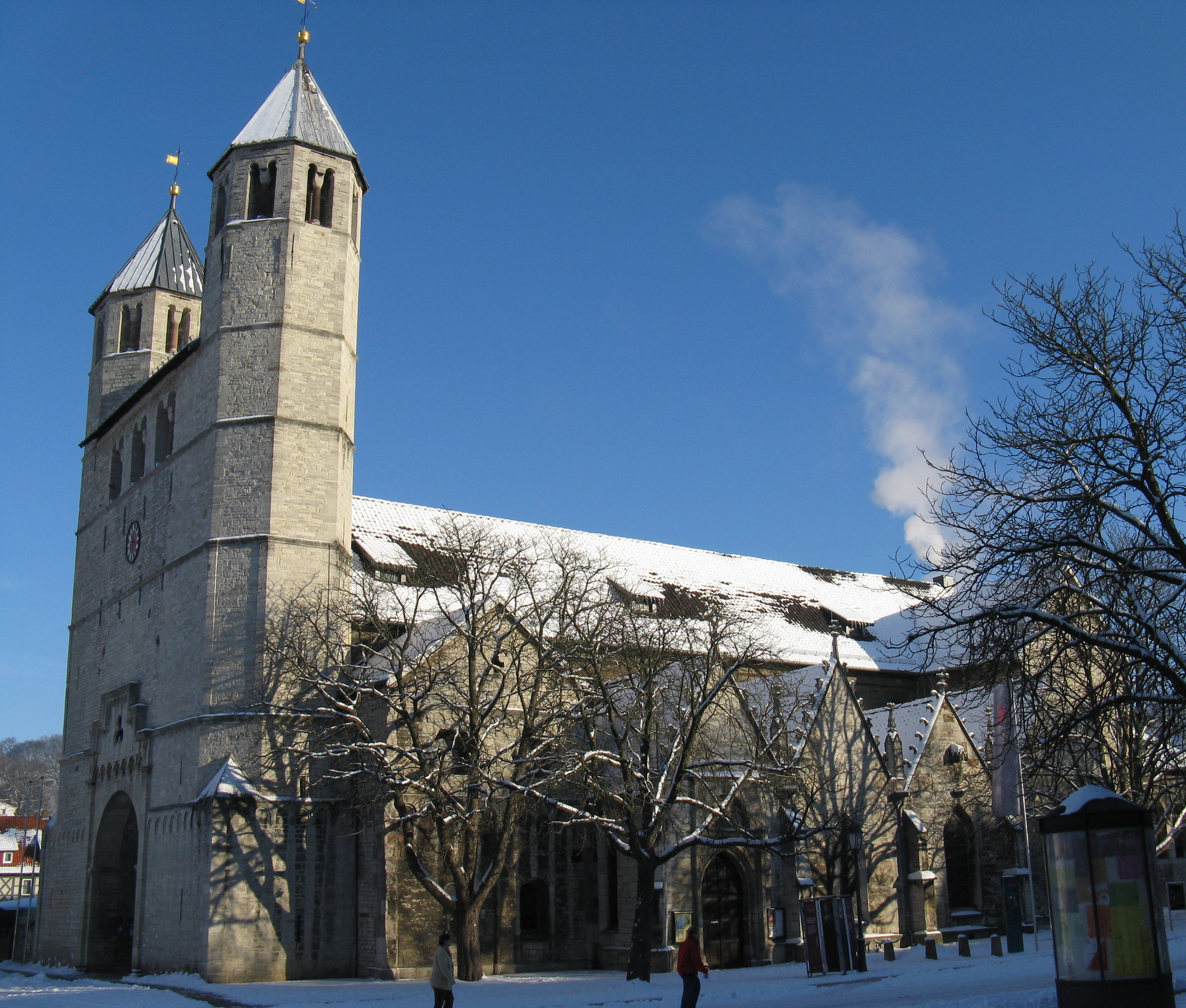
간데르스하임 대수도원 성당

9세기에, 작센 백작 리우돌프는 하르츠산맥 서쪽의 라이네강에 그리고 인접한 튀링겐 공국의 아이크스펠트 지역에 등 대규모 영지를 보유하고 있었다. 그의 선조들은 샤를마뉴의 색슨 전쟁 이후 카롤링거 제국으로 통합된 작센 부족 공국에서 미니스테리알레로 활동했던 것으로 추정된다. 리우돌프는 프랑크계 빌룽 가문 출신 인물 오다와 혼인했다. 852년경에 이 두 사람은 힐데스하임의 알트프리트 주교와 함께 브룬하우젠 대수도원을 세웠는데, 이 수도원은 간데르스하임으로 옮겨져 가문의 수도원이자 묘지로서 유명해졌다.
리우돌프는 이미 작센 둑스 (공작)이라는 고위 지위를 갖고 있었으며, 이 점은 869년에 그의 딸 작센의 리우트가르트가 카롤링거 왕조 출신 왕 독일인 루트비히의 아들 소 루트비히와 결혼했다는 점에서 증명된다. 리우돌프의 아들들인 브룬과 영광공 오토 등도 작센의 오스트팔렌 지역의 넓은 곳을 다스렸으며, 게다가 오토는 튀링겐 내 허스펠트 제국 대수도원의 평신도 대수도원장으로 활동했다. 그는 바벤베르크 공작 프랑켄의 하인리히의 딸 헤트비히와 혼인했다. 오토는 아르눌프 왕의 894년 이탈리아 왕국 원정 때 동행했으며, 그의 딸 오다와 아르눌프의 서자 츠벤티볼트 간의 혼인은 강력한 작센 왕조를 동맹으로 확보하려는 카롤링거 통치자들의 노력을 뒷받침한다. 작센의 연대기작가 코르베이의 비두킨트에 따르면, 오토는 마지막 카롤링거조 왕 루트비히가 911년에 사망했을 당시에 동프랑크 왕국 왕위 후보자 중 한 명이었으나, 왕위는 프랑켄 공작 콘라트 1세에게 넘어갔다.
오토가 912년에 사망하자, 그의 아들 매사냥꾼 하인리히가 작센 공작위를 물려받았다. 하인리히는 전설적인 작센의 통치자 비두킨트의 후손이자 베스트팔렌 지역의 넓은 영지의 상속인이던 링겔하임의 마틸다와 혼인했다.

## 오토 왕조의 왕과 황제
동프랑크 왕국, 독일 왕국, 신성 로마 제국의 통치자로 있던 오토 가문 출신들은 다음과 같다:
- 매사냥꾼 하인리히 (하인리히 1세) - 912년부터 작센 공작, 919년부터는 동프랑크 국왕으로 936년까지 군림
- 오토 1세 - 936년부터 작센 공작 및 동프랑크의 국왕, 951년부터는 이탈리아의 왕, 962년부터는 신성 로마 황제로 973년까지 군림
- 오토 2세 - 961년부터 공동 통치자로 있다가, 967년부터는 신성 로마 황제로 즉위, 973년부터 983년까지 단독 통치자로 재위
- 오토 3세 - 983년부터 로마인의 왕, 966년부터 1002년까지는 신성 로마 황제로 군림
- 하인리히 2세 - 995년부터는 바이에른 공작 (하인리히 4세), 1002년부터는 로마인의 왕, 1004년부터는 이탈리아의 왕, 1002년부터 1024년까지 신성 로마 황제로 군림

### 하인리히 1세
황제였던 적은 없으나, 매사냥꾼 하인리히는 황제 가문으로서의 그 시작을 연 인물임에는 틀림없다. 마지막 카롤링거 왕조 지배 하에 있던 동프랑크 왕국이 헝가리인들의 침입으로 쑥대밭이 되었던 동안, 그는 독일 제후들 중에 제일로 손꼽혔다. 919년 5월에 프랑크의 왕 (Rex Francorum)으로 선출된, 하인리히는 전임자 콘라트 1세와 달리 분열되어 있는 카롤링거 제국 전체를 통치하려는 주장을 포기하고, 대신에 프랑켄, 바이에른, 슈바벤, 로타링기아 지역 공작들의 지지를 얻어내는 데 성공했다. 933년에 그는 리아데 전투에서 독일 군대를 이끌고 헝가리군에 승대를 거두고 폴라브 슬라브인과 보헤미아 공국으로 군사 원정을 벌였다. 그는 정복 활동에 몹시 많은 힘을 썼기 때문에, 차남인 오토 1세에게 권력 이양을 할 수 있었다.

### 오토 1세

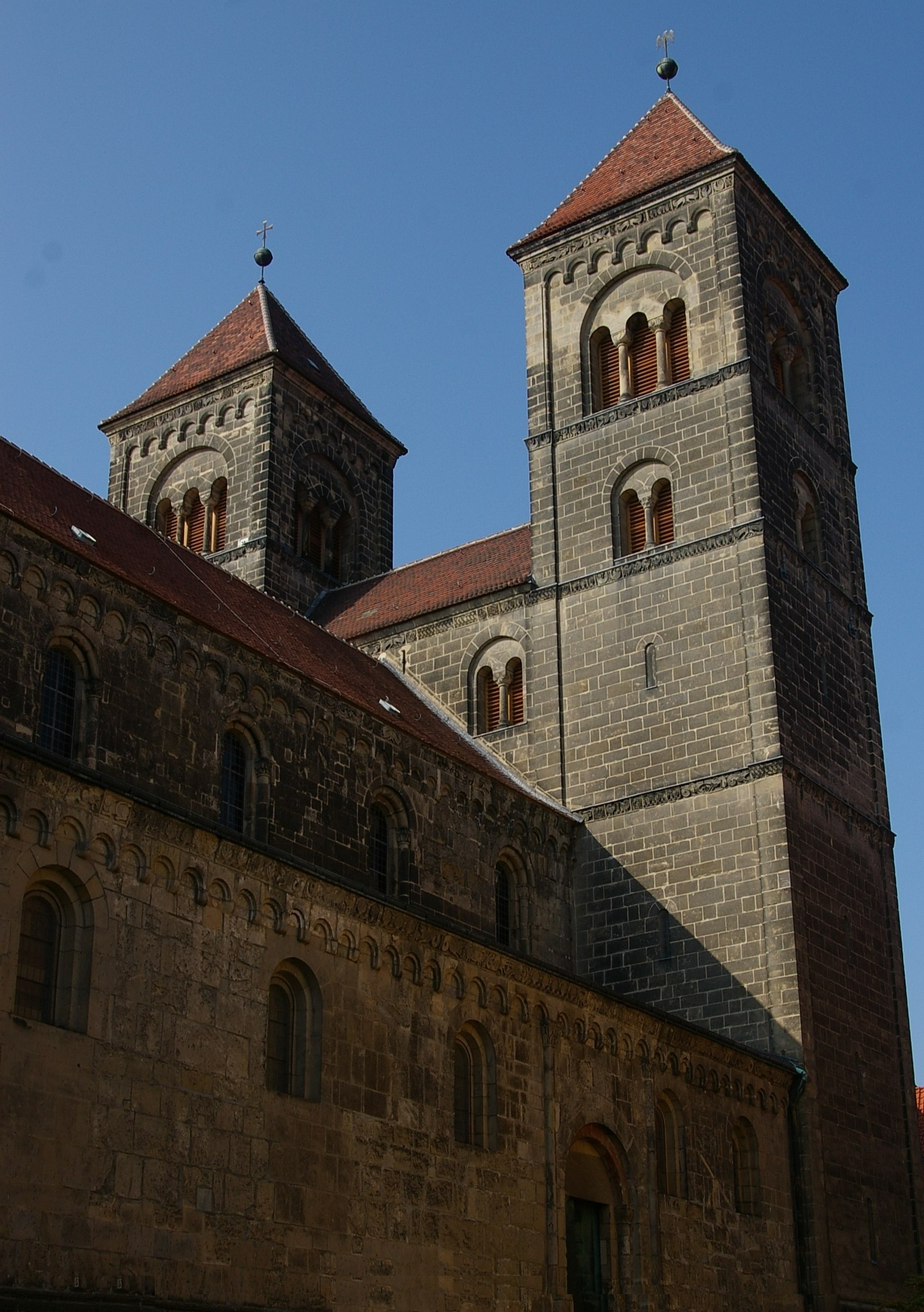
오토 1세가 어머니 마틸다 왕비의 요청으로 남편이자 오토의 아버지 매사냥꾼 하인리히를 기리고 기념하기 위해 세운 크베들린부르크에 있던 옛 성 세르바티우스 참사회성당

936년에 아버지의 사망으로 작센 공작이 된 오토 1세는 몇 주 안 있어 왕으로 선출되었다. 그는 모든 게르만 부족들을 단일 왕국으로 통화시키는 일을 이어나갔으며, 귀족 계층들의 힘을 약화시키면서 왕의 권력을 크게 늘렸다. 정략 결혼과 오토의 사적 인사를 통해, 그는 왕국의 주요 공국들에 자기 가문 출신들을 채웠다. 그러나 이는 친지들이 내분을 일으키는 건 막지는 못 했는데 오토의 형제  하인리히 1세와 그의 슈바벤 공작 리우돌프는 오토의 맞서 반란을 일으켰다. 오토는 이들의 반란을 진압할 수 있었고 이에 따라 이전에는 왕과 동일한 힘을 가졌던 여러 공작들은 오토 시기 때 왕가의 가신으로 그 위상이 떨어졌다. 955년 레히펠트 전투에서 마자르인들의 상대로 거든 결정적 승리는 헝가리인들의 유럽 침공을 종료시켰고 왕국에 대한 지배권도 확보해냈다.
이교도들이던 마자르인들의 패배는 오토 왕에게 기독교 세계의 구원자라는 평가와 '대왕'(Magnus)이라는 칭호를 가져다 주었다. 그는 독일의 교회를 사유교회이자 왕이 기금을 대고 왕가가 세워 책임을 지기도 했던, 주요한 왕가 권력의 거점의 일종으로 전환시켰다. 961년경에, 오토는 그 누구도 원치 않던 골칫거리의 유산이던 이탈리아 왕국을 정복했으며, 왕국의 국경을 북쪽, 동쪽, 남쪽으로 늘렸다. 중부와 남유럽의 많은 곳이 세력 하에 들어간 곳에선, 오토와 그의 직계 후손들의 문화 후원 활동이 미술 및 건축 분야의 제한적인 문화 부흥 운동을 야기시켰다. 그는 754년의 피핀의 기증을 공인시켰고, 샤를마뉴를 계승하는 '트란슬라티오 임페리의 개념을 되살리며, 로마로 가 962년에 교황 요한 12세로부터 신성 로마 황제 지위를 부여받았다. 또한 그는 아들이자 후계자인 오토 2세를 비잔티움 제국 황제 요안니스 1세 치미스키스의 조카 테오파노와 혼인시키는 협의에 도달하기도 했다. 968년에는 그의 오랜 거처인 마그데부르크에 대주교구를 설치하였다.

### 오토 2세
961년부터 아버지와 공동 통치를 했고 967년에는 황제로 즉위한, 오토 2세는 18세라는 자리에 제위에 올랐다. 바이에른계 오토 가문 출신들을 계승권에서 박탈시킨 그는 황제의 권위를 강화시키고 제위에 대한 상속권을 분명하게 했다. 재위 기간, 오토 2세는 이탈리아 전체를 제국으로 합병시키려 했고, 비잔티움 황제 그리고 파티마 칼리파국의 사라센들과 분쟁에 돌입했다. 그의 사라센에 대한 군사 활동은 스틸로 전투에서 재앙적인 패배를 당하며 982년에 종료되고 말았다. 게다가 983년에 오토 2세는 슬라브족 대반란을 겪었다.
오토 2세는 재위 10년 만인 983년에 28세의 나이로 사망하였다. 그의 세 살된 아들 오토 3세가 왕의 자리를 물려받았으나, 오토 2세의 급사는 오토 왕조를 위기 상황으로 몰고 갔다. 오토 3세의 섭정 기간에, 비잔티움의 황녀 테오파노는 남편의 제국주의적 정책을 폐기하고 이탈리아에 대한 문제에 온 힘을 기울였다.

### 오토 3세
오토 3세가 성년이 되자, 그는 이탈리아 영지의 지배권을 확보하는 데 집중했고, 친우들인 카르텐의 브루노와 오리아크의 제르베르를 교황으로 세웠다. 1000년에 그는 폴란드의 그니에즈노 회의에 참석했으며, 그니에즈노 대주교구를 설치하고 피아스트 가문 통치자 용맹공 볼레스와프 1세의 왕 지위를 승인하였다. 1001년 로마에서 쫓겨난, 오토 3세는 다음 해인 21세에 도시를 탈환할 기회도 가지지 못한 채 사망하고 말았다.

### 하인리히 2세

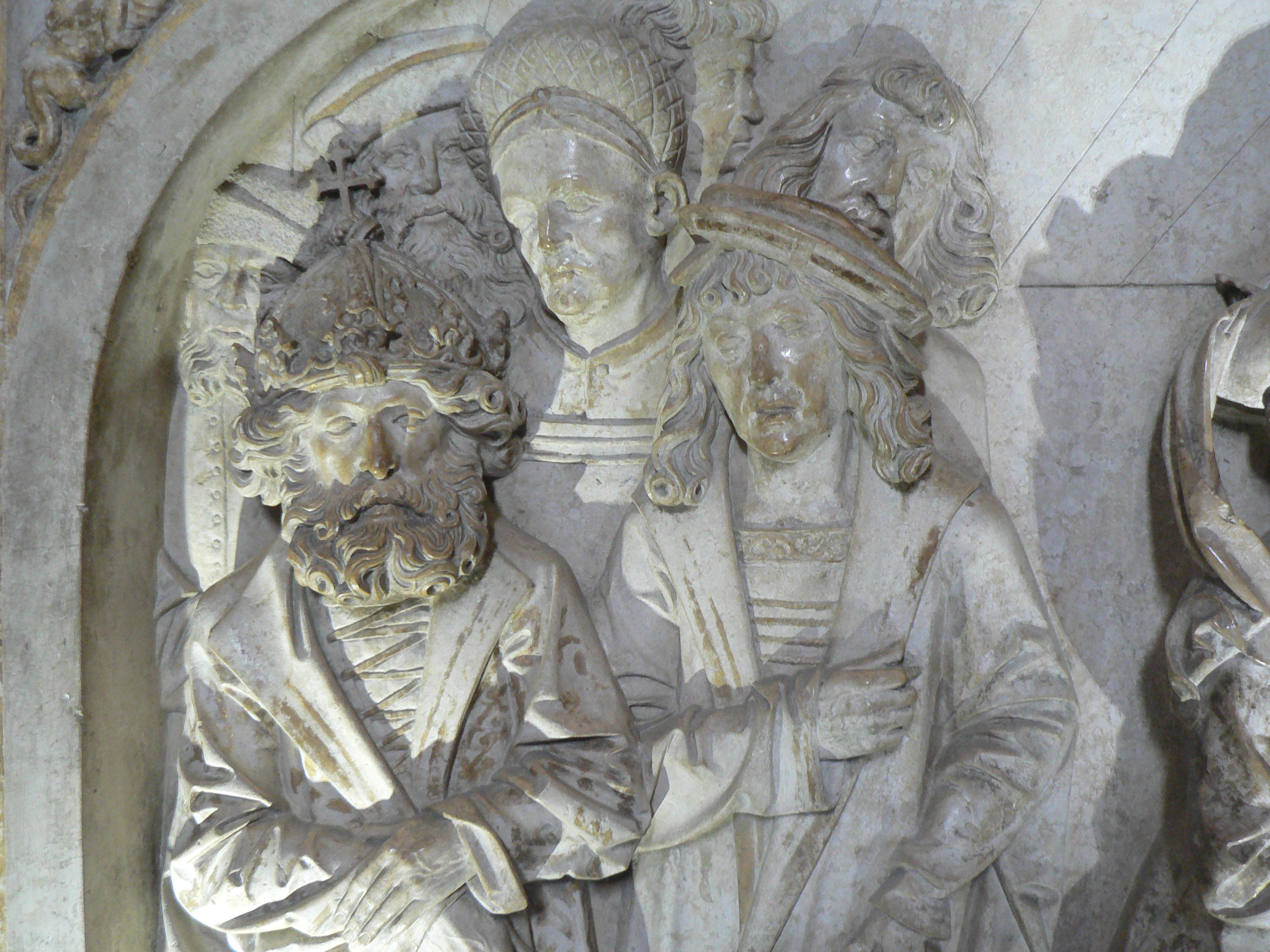
하인리히 2세 황제가 죽은 지 350년도 더 뒤에 바벰베르크 대성당에 있는 그의 무덤에 지어진 그의 기념물.

자녀가 없던 오토 3세의 뒤를 바이에른 공작 하인리히 2세와 그의 아내 부르군트의 기셀라의 아들, 즉 바이에른계 오토가 출신 인물인 하인리히 2세가 이었다, 995년 이래로 바이에른 공작이었던 그는 1002년 6월 7일 왕위에 올랐다. 하인리히 2세는 즉위 초기 기간을 독일 왕국 국경 지대에 대한 그의 정치적 권력을 강화시키는 데 썼다. 그는 폴란드의 볼레스와프 1세를 몇 차례 군사 활동을 벌였고, 그 뒤에는 이탈리아로 가 군사적 성공을 거둔 뒤 그곳에서 1014년 2월 24일 교황 베네딕토 8세를 통해 황제로 즉위했다. 그는 1007년의 밤베르크 주교구같이 여러 교구에 기부 활동을 하고 설립하며 지배권을 강화하고, 제국의 세속 및 종교적 권위을 결속시켰다. 하인리히 2세는 1146년에 교황 에우제니오 3세로부터 시성되었다.
룩셈부르크의 쿠니군데와의 혼인에서 자녀가 없자, 오토 왕조는 1024년 하인리히 2세가 죽으며 단절되고 말았다. 재위는 오토 1세의 딸 작센의 리우테가르트와 잘리어가의 로트링겐 공작 콘라트의 증손자인 잘리어 가문의 콘라트 2세에게 주어졌다. 부르군트의 루돌프 3세가 1032년 2월 2일에 후계자를 두지 못하고 사망하면서, 콘라트 2세는 또한 하인리히 2세 황제가 1006년에 얻어낸 상속권을 근거로 부르군트 왕위 또한 주장하며, 루돌프가 1016년에 인정하지 않던 상속권을 강제하기 위해 부르군트를 침입했다.

## 평가
역사가들은 오토 왕조의 국왕들과 황제들이 어떻게 자신들의 영지를 다스렸는지에 대해 방대한 기록을 남겼다. 카를 라이저의 뒤를 잇는 역사가들한테 있어서, 오토 왕조의 행정은 구전과 종교 의식적 도구를 통해 주로 행해졌으며, 이러한 방식에서 문서에 따른 절차는 뒷전이었다고 한다. 한편 데이비드 바크라흐 같은 다른 역사가들은 오토 왕가의 멀리 떨어진 영지들을 관리하는 데 있어 기록물 사용을 계속 이어나갔다고 강력히 주장한다. 현재의 관심사는 오토 가문의 통치자들이 국고 같은 왕가의 자산을 어떻게 사용했는 가에 맞춰져 있다.

## 주요 인물

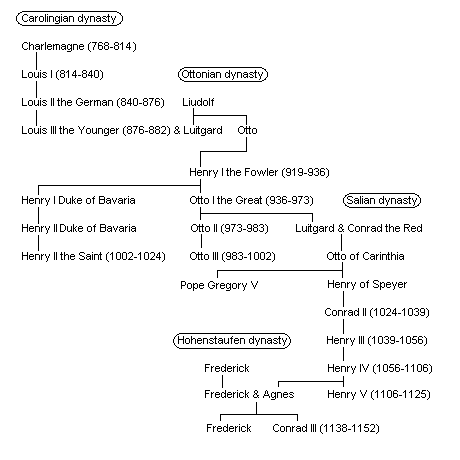
오토 왕조의 가계도

- 리우돌프 - 작센 백작으로, 864년이나 866년에 사망
- 알트프리트 - 힐데스하임 주교, 874년 사망
- 영광공 오토 - 작센 공작, 912년 사망
- 작센의 게르베르가 - 954년 사망
- 바이에른 공작 하인리히 1세 - 955년 사망
- 슈바벤 공작 리우돌프 - 957년사망
- 작센의 헤트비히 - 965년 사망
- 쾰른 대주교 브루노 1세 - 로트링겐 공작 겸임, 965년 사망
- 마인츠 대주교 빌헬름 - 968년 사망
- 에센 대수도원장 마틸데 - 973년-1011년 통치
- 크베들린부르크 대수도원장 마틸데 - 999년 사망
- 크베들린부르크 대수도원장 아델하이트 1세 - 1044년 사망
- 로트링겐 궁정백 독일의 마틸다 - 979년-1025년 통치
- 슈바벤과 바이에른 공작 오토 1세 - 982년 사망
- 바이에른 공작 하인리히 2세 - 995년 사망
- 아우구스부르크 주교 브루노 - 1029년 사망

## 같이 보기
- 오토 왕조 르네상스
- 오토 왕조 미술
- 오토 왕조 건축
- 보름스 협약

## 참고 문헌
- Karl Leyser, "Ottonian Government" The English Historical Review 96.381 (October 1981), pp 721–753.
- Middleton, John. World Monarchies and Dynasties, Taylor and Francis, 2004. ProQuest Ebook Central, https://ebookcentral.proquest.com/lib/asulib-ebooks/reader.action?docID=3569202
- Bachrach, D. S. (2011). Early Ottonian Warfare: The Perspective from Corvey. Journal of Military History, 75(2), 393–409.
- Leyser, K., & American Council of Learned Societies. (1979). Rule and conflict in an early medieval society Ottonian Saxony (ACLS Humanities E-Book). London: Arnold.